# Marina von Ditmar
Marina von Ditmar, född 30 oktober 1914 i Sankt Petersburg, Kejsardömet Ryssland, död 3 september 2014 i Bad Kissingen, Bayern, Tyskland, var en tysk skådespelare. Hon medverkade i ett 30-tal tyska filmer under 1930-talet och 1940-talet, varav flera var utpräglade nationalsocialistiska propagandafilmer. Hon lämnade filmbranschen 1949 efter giftermål.

## Filmografi (i urval)
- 1934 – Csardasfurstinnan
- 1937 – Även i tider som dessa
- 1941 – Stukas
- 1941 – Über alles in der Welt
- 1942 – Den stora skuggan
- 1943 – Münchhausen